# Тек
Тек (рос. Тек) — присілок в Глазовському районі Удмуртії, Росія.

## Населення
Населення — 3 особи (2010; 14 в 2002).
Національний склад станом на 2002 рік:
- удмурти — 71 %
- росіяни — 29 %

## Урбаноніми[3]
- вулиці — Горобинова, Південна